# Lijst van burgemeesters van Zuidzande
Dit is een lijst van burgemeesters van de voormalige Nederlandse gemeente Zuidzande tot die gemeente in 1970 opging in de gemeente Oostburg.
| Ambtsperiode | Naam burgemeester                            | Leefde    | Partij of stroming | Bijzonderheden                                                                                            |
| ------------ | -------------------------------------------- | --------- | ------------------ | --- |
| 1796 1797    | Josias Cornelis Moens                        | 1746-1810 |                    | agent municipal, tevens vroedmeester en chirurgijn                                                        |
| 1797 - 1826  | Johannis Risseeuw                            | 1765-1826 |                    | achtereenvolgens agent municipal, maire, schout en burgemeester; tevens dijkgraaf van de polder Zuidzande |
| 1826 - 1829  | Abraham de Hullu Nz.                         | 1766-1829 |                    | tevens dijkgraaf van de watering Cadzand                                                                  |
| 1829 - 1844  | Pieter de Hullu                              | 1773-1851 |                    | |
| 1844 - 1851  | Abraham van Cruijningen                      | 1792-1851 |                    | oomzegger van Johannis Risseeuw                                                                           |
| 1852 - 1856  | Salomon Versluijs                            | 1789-1883 |                    | schoonzoon van Pieter de Hullu                                                                            |
| 1856 - 1870  | Hubrecht Simon de Smidt                      | 1819-1870 |                    | tevens burgemeester van Cadzand (1856-1870) en Retranchement (1856-1870)                                  |
| 1870 - 1883  | Abraham Johannes Risseeuw                    | 1814-1889 |                    | kleinzoon van Abraham de Hullu                                                                            |
| 1883 - 1888  | jhr.mr. Anthonij Adriaan van Doorn           | 1854-1935 |                    | tevens burgemeester van Cadzand (1882-1888), later o.a. van Vlissingen                                    |
| 1888 - 1899  | Adriaan Johannes Borghstijn                  | 1854-1937 |                    | |
| 1899 - 1909  | Izaak Leenhouts                              | 1846-1909 |                    | |
| 1910 - 1937  | Franz Harms van Vessem                       | 1876-1943 |                    | |
| 1938 - 1943  | Jan Pieter Matthijs Beelaerts van Emmichoven | 1910-1978 |                    | |
| 1944         | Joost Reinier van der Bent                   | 1913-2003 | NSB                | later burgemeester van Zweeloo                                                                            |
| 1945 - 1946  | Jan Pieter Matthijs Beelaerts van Emmichoven | 1910-1978 |                    | later burgemeester van Dubbeldam                                                                          |
| 1946 - 1955  | Domus Martinus Vermet                        | 1906-1978 | CHU                | later burgemeester van 's-Heer Arendskerke                                                                |
| 1955 - 1964  | Hendrik Pieter Everwijn                      | 1914-1988 | VVD                | later burgemeester van Westerschouwen                                                                     |
| 1965 - 1970  | Jan Hubertus Philippus de Wilde              | 1910-1992 | VVD                | |